# Заплана (Логатец)
Заплана (словен. Zaplana) је насељено место у општини Логатец, Средњесловенска регија, Словенија. Део је насеља Заплана, које је административним границама подељено на два насеља: Заплана (Врхника) и Заплана (Логатец).

## Историја
До територијалне реорганизације у Словенији била је у саставу старе општине Логатец.

## Становништво
У попису становништва из 2011. године, Заплана је имала 67 становника.
| Број становника према пописима | Број становника према пописима | Број становника према пописима |
| ------------------------------ | ------------------------------ | ------------------------------ |
| 1991                           | 2002                           | 2011                           |
| 53                             | 66                             | 67                             |

Напомена: Године 2016. извршена је мала размена територија између насеља Хлевни Врх, Лавровец, Лазе, Логатец, Петковец, Прапротно Брдо, Ровте и Заплана (Логатец) и Јеринов Грич, Маринчев Грич, Мирке, Мизни Дол, Подлипа, Презид, Смречје, Стрмица, Трчков Грич, Врхника, Заплана и Заврх при Боровници (Врхника).